# Shota Fujishiro
Shota Fujishiro (japanisch 藤代 将太 Fujishiro Shota; * 1. Mai 1998) ist ein japanischer Fußballspieler.

## Karriere
Shota Fujishiro verließ im April 2017 die High School und ging nach Brasilien. Hier schloss er sich bis Ende 2019 dem AA Itararé an. 2020 kehrte er nach Japan zurück, wo er bis Anfang August 2022 für den unterklassigen HBO Tokyo spielte. Am 8. August 2022 unterschrieb er in Kambodscha einen Vertrag beim Zweitligisten Siem Reap FC. Bei dem Verein, der in der Provinz Siem Reap beheimatet ist, stand er bis Anfang August 2023 unter Vertrag. Am 4. August 2023 zog es ihn nach Thailand, wo er einen Vertrag beim Zweitligisten Chainat Hornbill FC unterschrieb. Sein Zweitligadebüt für den Verein aus Chainat gab er am 13. August 2023 (1. Spieltag) im Auswärtsspiel gegen den Krabi FC. Bei dem 0:0-Unentschieden stand er in der Startelf, wo er in der 87. Minute gegen Pongsakorn Poonsamrit ausgewechselt wurde. Nach 17 Zweitligaspielen wurde sein Vertrag im Januar 2024 nicht verlängert.